# À travers le Morbihan 2004
À travers le Morbihan 2004, quindicesima edizione della corsa con questo nome e ventinovesima in totale, valida come evento UCI categoria 1.3, si svolse il 29 maggio 2004 su un percorso di 181 km. Fu vinta dal francese Thomas Voeckler che giunse al traguardo con il tempo di 4h23'16", alla media di 41,25 km/h.
Al traguardo 30 ciclisti portarono a termine il percorso.

## Ordine d'arrivo (Top 10)
| Pos. | Corridore         | Squadra         | Tempo    |
| ---- | ----------------- | --------------- | -------- |
| 1    | Thomas Voeckler   | La Boulangère   | 4h23'16" |
| 2    | Laurent Paumier   | Auber 93        | a 2"     |
| 3    | Pierrick Fédrigo  | Crédit Agricole | s.t.     |
| 4    | Ludovic Martin    | RAGT            | a 4"     |
| 5    | Stuart O'Grady    | Cofidis         | a 7"     |
| 6    | Ian McLeod        | Team HSBC       | a 9"     |
| 7    | Franck Pencolé    | Oktos           | a 44"    |
| 8    | Thor Hushovd      | Crédit Agricole | a 59"    |
| 9    | Mychajlo Chalilov | Team Icet       | s.t.     |
| 10   | Stefano Boggia    | Team Icet       | a 1'01"  |